# Ctenotus hanloni
Ctenotus hanloni är en ödleart som beskrevs av  Storr 1980. Ctenotus hanloni ingår i släktet Ctenotus och familjen skinkar. Inga underarter finns listade i Catalogue of Life.